# Campaña contra la mutilación genital femenina en la Kenia colonial
La campaña contra la mutilación genital femenina en la Kenia colonial (1929–1932), conocida como la controversia de la circuncisión femenina, es un período dentro de la historiografía de Kenia conocido por los esfuerzos de los misioneros británicos, particularmente de la Iglesia de Escocia, para detener la práctica de la mutilación genital femenina (MGF) en Kenia. La campaña británica se encontró con la resistencia del pueblo Kikuyu, la tribu más grande del país. Según la historiadora estadounidense Lynn M. Thomas, la mutilación genital femenina se convirtió en un punto focal del movimiento de independencia contra el dominio colonial británico, y una prueba de lealtad, ya sea a las iglesias cristianas o a la Kikuyu Central Association, la asociación del pueblo Kikuyu.

## Antecedentes

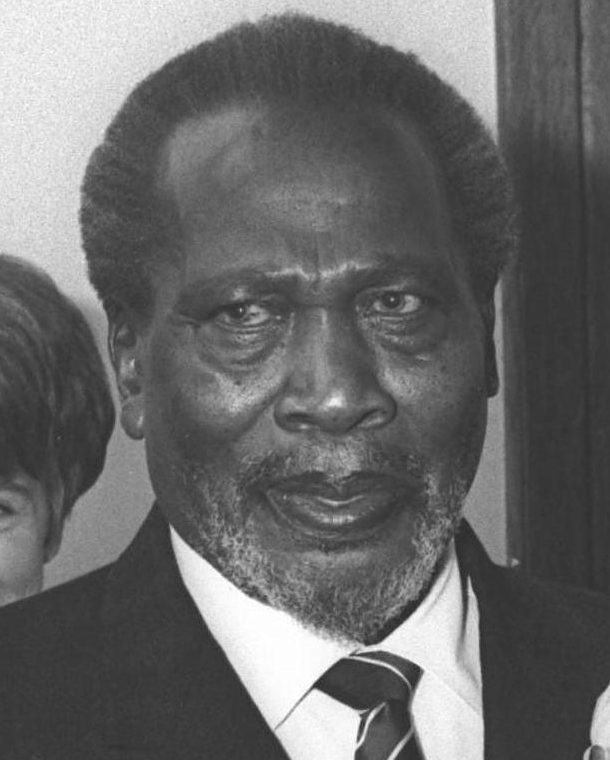
Jomo Kenyatta, 1966

Los kikuyu consideraban la mutilación genital femenina, a la que llamaban irua o circuncisión, como un importante rito de transición entre la infancia y la edad adulta. La mutilación consiste en gran medida en tres procedimientos: extracción del glande del clítoris (clitoridectomía o tipo I); extirpación del glande del clítoris y los labios internos (escisión o tipo II ); y extracción de todos los genitales externos y sutura de la herida (infibulación o tipo III). Los kikuyu practicaban el tipo II y, en ocasiones, el tipo III. 
Las mujeres kikuyu sin mutilar eran tratadas como parias, y la idea de abandonar la práctica era impensable. Jomo Kenyatta, quien se convirtió en el primer primer ministro de Kenia en 1963, escribió en 1938: 

El argumento real no radica en la defensa de la operación quirúrgica o sus detalles, sino en la comprensión de un hecho muy importante en la psicología tribal de los Gikuyu, a saber, que esta operación todavía se considera como la esencia misma de una institución que tiene enormes implicaciones educativas, sociales, morales y religiosas, aparte de la operación misma. Por el momento, es imposible para un miembro de la tribu imaginar una iniciación sin clitoridectomía. Por lo tanto, la abolición del elemento quirúrgico en esta costumbre significa para el Gikuyu la abolición de toda la institución.

## Campaña
La campaña contra la mutilación femenina había sido dirigida desde 1906 por el Dr. John Arthur de la Iglesia de Escocia. En marzo de 1928, el problema llegó a un punto crítico cuando la Asociación Central Kikuyu anunció que disputaría las elecciones al Consejo Nativo, con la defensa de la cultura Kikuyu, incluida la MGF, como su plataforma principal. Al mes siguiente, la iglesia en Tumutumu anunció que todos los miembros bautizados debían ofrecer una declaración de lealtad al jurar su oposición a la mutilación genital femenina. Varias otras misiones de la iglesia hicieron lo mismo. Robert Strayer y Jocelyn Murray escriben que el escenario estaba preparado para un gran conflicto, sin que ninguna de las partes estuviera dispuesta a comprometerse.
En 1929, Marion Stevenson, una misionera escocesa, comenzó a referirse a los procedimientos como "mutilación sexual de mujeres", en lugar de "circuncisión / iniciación femenina", y el Consejo Misionero de Kenia hizo lo mismo. Hulda Stumpf, una misionera estadounidense que había tomado una posición firme contra la mutilación, fue asesinada en su casa cerca de la estación de África Inland Mission en Kijabe en enero de 1930. The Times informó que "[L] a evidencia médica   ... inclinados a la opinión de que ciertas heridas inusuales se debieron a la mutilación deliberada, podría haber sido causada por el uso de un cuchillo empleado por nativos en forma de operación tribal ". En noviembre de 1930, la Corte Suprema de Nairobi, absolvió a un hombre por el asesinato de Stumpf, al no encontrar evidencia de que la hubieran asesinado debido a la campaña de MGF.
La cuestión de la MGF fue planteada en la Cámara de los Comunes británica el 29 de diciembre de 1930 por Katharine Stewart-Murray, duquesa de Atholl y Eleanor Rathbone. La duquesa de Atholl dijo: 

Nos ha impresionado mucho lo que hemos aprendido de un tema sobre el que le hice una pregunta hoy al Subsecretario de Estado para las Colonias, a saber, la existencia de un rito prematrimonial entre las jóvenes, entre muchas mujeres africanas, de muchas tribus, un rito que con frecuencia se conoce como la circuncisión de las niñas. Hemos escuchado que esto se realiza en el sur de Nigeria y en una tribu en Uganda, pero entendemos que existe en su peor forma en la tribu Kikuyu en Kenia... Nuestro comité ha sido asegurado por médicos y misioneros que han asistido a estas mujeres en el hospital y en sus hogares, que el rito es una mutilación. Consiste en la eliminación real al por mayor de partes conectadas con los órganos de reproducción. La operación se realiza públicamente ante una o dos mil personas por una anciana de la tribu armada con un cuchillo de hierro. No se administra anestesia ni antisépticos.

Rathbone solicitó que se agreguen las palabras "o sexo" a la moción ante la Cámara: "Se deben fomentar las instituciones autóctonas nativas; y la franquicia y los derechos legales deben basarse en el principio de igualdad para todos sin distinción de raza, color, o sexo".

## Otras lecturas
- Murray, Jocelyn (1976). "La sociedad misionera de la iglesia y la cuestión de 'circuncisión femenina' en Kenia, 1929-1932". Revista de Religión en África . 3 (2). JSTOR 1594780

- Datos: Q5442751